# Никитинская, Екатерина Сергеевна
Екатерина Сергеевна Никитинская (род. 5 октября 1955, Алма-Ата, Казахская ССР, СССР) — казахстанский общественно-политический деятель, депутат Мажилиса Парламента Республики Казахстан V—VI созывов (2012—2021).

## Биография
В 1977 году окончила Казахский государственный университет имени С. М. Кирова. В 1984 году получила учёную степень «кандидат экономических наук» (тема диссертации: «Социалистическое соревнование как фактор повышения эффективности общественного производства»), в 2010 году — «доктор экономических наук» (тема диссертации: «Налоговая политика Республики Казахстан в развитии инновационного инвестирования производственной сферы»).
1977—1991 гг. — старший научный сотрудник Института экономики Академии наук Казахской ССР.
1991—1993 гг. — заместитель начальника управления Госкомимущества Республики Казахстан.
1993—1994 гг. — вице-президент АО «Атакент».
1994—1995 гг. — директор ТОО «Интраст „Казахстан Жолдары“».
1995—1996 гг. — заместитель председателя Госкомимущества Республики Казахстан.
1996—1997 гг. — советник президента фирмы «Essex».
1997 г. — директор контрольно-ревизионного департамента Агентства Республики Казахстан по контролю за стратегическими ресурсами.
1997—1998 гг. — финансовый директор РГП «Агентство „Хабар“».
1998—2001 гг. — советник представительства фирмы «Essex».
2001—2004 гг. — директор исполнительной дирекции Конфедерации работодателей Республики Казахстан.
2004—2006 гг. — заместитель председателя, заместитель руководителя аппарата Агентства Республики Казахстан по борьбе с экономической и коррупционной преступностью.
2007—2012 гг. — первый заместитель председателя правления союза «Атамекен».
2007—2012 гг. — генеральный директор ТОО «Палата финансовых и налоговых консультантов Республики Казахстан».
С 2012 года по январь 2021 года — депутат Мажилиса Парламента Республики Казахстан V—VI созывов от Демократической партии Казахстана «Ак жол».

## Награды
- Орден «Курмет»
- Медаль «За укрепление парламентского сотрудничества» (13 октября 2017 года, Межпарламентская ассамблея СНГ) — за особый вклад в развитие парламентаризма, укрепление демократии, обеспечение прав и свобод граждан в государствах — участниках Содружества Независимых Государств[3]
- Медаль «МПА СНГ. 25 лет» (27 марта 2017 года, Межпарламентская ассамблея СНГ) — за заслуги в деле развития и укрепления парламентаризма, за вклад в развитие и совершенствование правовых основ функционирования Содружества Независимых Государств, укрепление международных связей и межпарламентского сотрудничества[4]